# Флаг Благодарного
Флаг города Благодарного — один из официальных символов упразднённого городского поселения город Благодарный Ставропольского края России.
Утверждён 2 марта 2006 года и внесён в Государственный геральдический регистр Российской Федерации с присвоением регистрационного номера 2279.

## Описание и обоснование символики
Флаг города Благодарный представляет собой прямоугольное голубое полотнище с отношением ширины к длине 2:3, воспроизводящее фигуры герба: голубя, изображённого белым, красным и чёрным цветами, летящего от древка, и под ним жёлтый мост с двумя арками.— Решение Благодарненской городской Думы от 2 марта 2006 года № 283
Флаг разработан на основе герба Благодарного, который языком символов показывает природные, исторические и культурные особенности города.
Благодарный основан во второй половине XVIII века выходцами из южных губерний России. Первоначально поселение располагалось на одном берегу реки Буйвола, но со временем разрослось и раскинулось уже на обоих её берегах. Изображённый на флаге старинный мост соединяет две части одного целого, а голубой цвет полотнища показывает реку Буйволу, давшую жизнь степному городу. Мост также символизирует связь прошлого и настоящего, сохранение традиций и преемственность поколений жителей города.
Одной из главных достопримечательностей города, отражённых на флаге, является уникальный вид голубей, выведенный в Благодарном. Птицы с бело-красным оперением являются гордостью местных жителей и известны во всём мире. Существует легенда о появлении Благодарненской породы голубей. Во время русско-турецкой войны казаки из Благодарного штурмом взяли неприятельскую крепость. Отдыхая после боя они обратили внимание на местных голубей красно-коричневого цвета. Уже тогда среди благодарненцев было много голубятников, но голубей они разводили только белых. Возвращаясь на родину бойцы захватили «пернатых турок», и с тех пор будто бы и пошла благодарненская порода красно-белых голубей. Голубь также считается традиционным символом мира, духовности, вдохновения.
Белый цвет — символ чистоты, совершенства, взаимопонимания. Жёлтый цвет — символ богатства, стабильности, уважения и интеллекта. Голубой цвет — символ чести, славы, верности и искренности. Красный цвет — символ мужества, силы, труда и красоты>.

## История
Первоначально Благодарный не имел собственного флага и использовал только герб, разработанный местным художником И. Ф. Тихенко и утверждённый 1 декабря 1999 года решением Благодарненского Совета народных депутатов (позднее этот герб был доработан художником-дизайнером ставропольской студии «АРС-Дизайн» Р. Э. Назаровым, а затем утверждён в 2 марта 2000 года депутатами городского Совета). Спустя год городская администрация подняла вопрос о необходимости приведения герба Благодарного в соответствие правилам геральдики и разработки в дополнение к гербу флага.
Окончательный вариант флага Благодарного был разработан при участии Союза геральдистов России авторским коллективом в составе: И. Тихенко, К. Мочёнов (идея флага); Р. Назаров, Г. Русанова (художники и компьютерный дизайн); К. Переходенко (обоснование символики).
2 марта 2006 года Благодарненская городская Дума утвердила описанный выше флаг в качестве одного из официальных символов городского поселения.
18 мая 2006 года, после прохождения экспертизы в Геральдическом совете при Президенте Российской Федерации, флаг муниципального образования города Благодарного был внесён в Государственный геральдический регистр под номером 2279.
6 июля 2007 года, решением городской Думы № 57, в целях воспитания патриотизма и гражданственности населения, и популяризации официальных символов муниципального образования город Благодарный, установлено считать третью субботу сентября Днём герба и флага города Благодарного.
1 мая 2017 года городское поселение город Благодарный было упразднено при преобразовании Благодарненского муниципального района в Благодарненский городской округ.